# Therdonne
Therdonne település Franciaországban, Oise megyében. Lakosainak száma 1175 fő (2022. január 1.). Therdonne Tillé, Allonne, Beauvais, Laversines, Nivillers, Rochy-Condé és Warluis községekkel határos.

## Népesség
A település népessége az elmúlt években az alábbi módon változott:
| Lakosok száma | 984  | 1047 | 1081 | 1063 | 1065 | 1067 | 1067 | 1126 | 1175 |
|               | 2013 | 2015 | 2016 | 2017 | 2018 | 2019 | 2020 | 2021 | 2022 |